# Mallorca Live Festival
El Mallorca Live Festival es un festival de música de espíritu ecléctico que se celebra entre mayo y junio en el municipio español de Calviá, Islas Baleares. Después de una primera edición en el recinto Son Fusteret de Palma, el festival se mudó a su actual ubicación en el antiguo Aquapark de Calviá. La última edición del festival se celebró del 24 al 26 de junio de 2022 y contó con las actuaciones de Muse, Christina Aguilera, Jeff Mills, C.Tangana, Franz Ferdinand, The Blessed Madonna, Editors, Rigoberta Bandini, entre otros, y contó con más de 72.000 asistentes en la que se considera su edición "más internacional".
La anterior edición del Mallorca Live Festival se celebró los días 10 y 11 de mayo de 2019 y contó con Jamiroquai como cabeza de cartel en su única actuación en España en 2019, Two Door Cinema Club, The Vaccines, Laurent Garnier, Vetusta Morla y Amaia entre otros con un impacto económico de 5 millones. En 2020 el festival se iba a celebrar los días 14, 15 y 16 de mayo de 2020 pero debido a la pandemia del COVID-19 se aplazó a los días 8, 9 y 10 de octubre de 2020 para, finalmente, transformarse en un ciclo de conciertos durante los meses de agosto y septiembre, que se repitió en 2021 del 18 de junio al 1 de agosto de 2021.

## Actividades paralelas
El Mallorca Live Festival es conocido por tener una gran actividad al margen de sus días de conciertos:
- Mallorca Live Talent: concurso para promover el talento musical de Mallorca. En su última edición celebró tres semifinales y una final cuyo ganador actuó en el festival.[10]
- MLF PRO: jornadas profesionales musicales que se celebran los días antes del festival.[11]
- Gymkana: competición por equipos en un recorrido por la Mallorca musical.[12]
- Arte Urbano: muestra de murales de arte urbano en la Universidad de las Islas Baleares.[13]
- Fiestas de Presentación: conciertos y fiestas de presentación del festival en Londres,[14] Madrid o Barcelona.[15]
- Off Mallorca Live Festival: conciertos gratuitos en la playa, sesiones de DJ, y propuestas gastronómicas especiales durante los dos días del fin de semana del festival en Magaluf.[16]
- Documental Life: documental grabado durante el Mallorca Live Festival 2018 con entrevistas a Bobby Gillespie de Primal Scream y Guille Milkyway de La Casa Azul entre otros.[17]
- Mallorca Live Nights: El festival organiza este ciclo en otoño y invierno con diferentes actuaciones de artistas. En su primera edición actuaron Viva Suecia, Second, Fuel Fandango, Novedades Carminha,[18] No Te Va Gustar y Eskorzo.[19]
- Documental Con(s)ciencia: Durante la Cuarentena en España de 2020 el festival estrenó en sus redes sociales un documental que trata de reflejar las inquietudes de nuestra sociedaden desde el punto de vista de artistas como Two Door Cinema Club, Vetusta Morla, Amaia Romero, Fuel Fandango, Viva Suecia y Babasónicos.[20]

## Ediciones
- 2016: 10.000 asistentes.[21] Artistas: Skye & Ross from Morcheeba, Booka Shade, Bebe, Delorean, Canteca de Macao, Cápsula, Fyahbwoy & Forward Ever Band, La Gran Orquesta Republicana, The Wheels, Stellites, Dinamo, entre otros.[22]
- 2017: 17.000 asistentes.[23] Artistas: Placebo, The Charlatans, Amaral, Lori Meyers, Mala Rodríguez, C. Tangana, Chambao, Maga, Eskorzo, Sexy Cebras, Morodo, Club del Río, The Prussians, Ice Crime, Escorpio, Rumba Katxai, entre otros.[24]
- 2018: 27.000 asistentes.[25] Artistas: The Prodigy, Primal Scream, Izal, !!! (Chk Chk Chk), Solomun, Nina Kraviz, Vitalic, Kase.O, Black Lips, Henrik Schwarz, La Casa Azul, Muchachito, Macaco, El Columpio Asesino, Polock, La Raíz, Bad Gyal, L.A., Sexy Sadie, Oso Leone, Brish,  entre otros.[26]
- 2019: 33.500 asistentes.[27] Artistas: Jamiroquai, Two Door Cinema Club, The Vaccines, Laurent Garnier, Vetusta Morla, Amaia, Dixon, Fuel Fandango, Viva Suecia, La M.O.D.A., Novedades Carminha, Dellafuente, Ayax y Prok, Maya Jane Coles, Mathew Jonson, Dengue Dengue Dengue, Babasónicos, Second, Ramon Mirabet, Baiuca, entre otros.[28]
- 2020: 15.000 asistentes al ciclo de conciertos.[29] Artistas: Izal, Mala Rodríguez, Miss Caffeina, Carlos Sadness, Ismael Serrano, Guitarricadelafuente, Taburete, León Benavente, Andrés Suárez, Carolina Durante, Xoel López, Kiko Veneno, Locoplaya, Morodo, Joan Miquel Oliver y Anegats[30]
- 2021: Previsión de 30.000 asistentes al ciclo de conciertos.[31] Artistas: Jamie Cullum, Morcheeba, Vetusta Morla, Aitana, Raphael, Rozalén, M-Clan, Amaral, Iván Ferreiro, Fuel Fandango, Rels B, Sidonie, Sopa de Cabra, Viva Suecia, Don Patricio, Iseo & Dodosound, Nil Moliner, Zahara, Depedro y Prok.[32]
- 2022: 72.000 asistentes.[3] Artistas: Muse, Christina Aguilera, C. Tangana, Franz Ferdinand, Justice, Metronomy, Jamie XX, Cut Copy, Izal, Editors, Milky Chance, Supergrass, Jeff Mills, Kase.O Jazz Magnetism, The Blessed Madonna, Ben Ufo, Rigoberta Bandini, Temples, Trueno, Sen Senra, Guitarricadelafuente, Rufus T Firefly, Monolink, Max Cooper, Cobblestone Jazz, Bradley Zero, Cupido, Alizzz, Delaporte, Elyella, Shinova, Goose, Red Axes, Klik & Frik, Baiuca, The Parrots, Niños Luchando, Club Del Río, Pahua, Mujeres, Biznaga, Queralt Lahoz, Agoraphobia, Parquesvr, Ela Minus, Cora Yako, Trashi, Bronquio, Peligro!, Baywaves, Embusteros, Paco Moreno, Rocío Saiz, Branquias Johnson, Cecilia Zangó, Trigga, Go Cactus, Amulet, Yoko Factor, Enric Ricone, Bisuri I Els Mossos, Reïna, Emlan, Saïm, The Southnormales, La Paloma, Alanaire, Boye, Muro María, Agost, Aina Losange, Repion, Marta Knight, Sweet Poo Smell, Jansky, Pucheros Atómicos, Gran Amant, Los Dos, Paco Colombás, Pullman, Angeles Marqueño, Vik.T y Frink.[33]